# Coloncus ocala
Coloncus ocala är en spindelart som beskrevs av Chamberlin 1948. Coloncus ocala ingår i släktet Coloncus och familjen täckvävarspindlar. Inga underarter finns listade i Catalogue of Life.